# Maładziejewa
Maładziejewa (biał. Маладзеева; ros. Молодеево, Mołodiejewo) – wieś na Białorusi, w obwodzie witebskim, w rejonie dokszyckim, w sielsowiecie Biarozki. W 2009 roku liczyła 13 mieszkańców.